# الإرشاد لما فيه من مصالح العباد (كتاب)
الإرشاد لما فيه من مصالح العباد، هو كتاب من تأليف عبد الرحمان الثعالبي (ت 875 هـ) عبارة عن مجلد كبير في علم التصوف وعلم الحديث.

## نبذة عن الكاتب
عبد الرحمان الثعالبي، (ت 875 هـ)، مفسر وفقيه مالكي صوفي ومتكلم على مذهب الأشاعرة. ولد بمدينة يسر موطن آبائه وأجداده الثعالبة، موقعها اليوم ضمن الجزائر، وهو أحد أعلام الأشاعرة المالكية في القرن التاسع الهجري. وقد صار رمزا لمدينة الجزائر التي أضحت تعرف بمدينة سيدي عبد الرحمان.

## وصف الكتاب
يُعتبر هذا الكتاب مرجعا في التربية والتوجيه والإرشاد، وفي الحديث والأثر، وهو من كتب التربية وتزكية النفس، وفي التصوّف، كما أنه مصنّف ضمن كتب الحديث المعتبرة.